# ライマン・ボストック
ライマン・ウェスレイ・ボストック・ジュニア（Lyman Wesley Bostock, Jr.、1950年11月22日 - 1978年9月23日）は、アメリカ合衆国・アラバマ州バーミングハム出身のプロ野球選手（外野手）。右投左打。

## 経歴
ニグロリーグのスター一塁手として活躍していたライマン・ボストック・シニアの息子としてアラバマ州バーミングハムに生まれた。両親は出生前に別れ、母親と祖母に育てられた。
4歳の時にポケットに7ドルだけを入れた母親に連れられてカリフォルニア州ロサンゼルスへ引っ越した。
ボストックは8歳の時に、母親に初めて買ってもらった野球のグラブを盗まれてしまい、新たに購入する余裕が母親には無かったので、家族の友人からプレゼントされた別のグラブを使用する必要があった。グラブは左利き用のものだったが、唯一のグラブだったので、左利きのそのグラブでボールをキャッチするのが習慣になったとのちに語っている。
カリフォルニア州立大学ノースリッジ校在学中、1972年のMLBドラフトでメジャーリーグベースボールのミネソタ・ツインズから26巡目（全体の596番目）指名を受け大学を中退してプロ入りした。
1975年4月8日にメジャーデビュー。4月20日の対オークランド・アスレチックス戦でバート・キャンパネリスの飛球を捕球しようとダイビングキャッチを試みて外野の壁に衝突して足首を負傷して2ヶ月近く離脱してしまう。
1977年はこの年に首位打者のタイトルを獲得したロッド・カルーに次ぐ打率2位の.336を記録。11月21日にFAでカリフォルニア・エンゼルスへ移籍。
1978年の4月は月間打率.150しか打てず、4月分の給料の返上を申し出た。チームから拒否されたので、慈善事業に4月分の給与を寄付すると発表した。ボストックは以前にもバーミングハムの日曜学校の再建を支援し、ロサンゼルスの恵まれない青少年のためにスポーツ用品を購入していた。シーズン終盤、銃撃事件に巻き込まれ（後述）、27歳で死亡した。

### 射殺事件
1978年9月23日の試合後の夕方、ボストックはインディアナ州ゲーリーにある叔父のトーマス・ターナーの自宅を訪れた。親族のグループで食事を終えた後にボストックはターナーと共に、ボストックが10代の頃家庭教師として指導を受けて以来の知人女性ジョアン・ホーキンスを訪ねた。ジョアン・ホーキンスは妹のバーバラ・スミスと同居中であった。バーバラ・スミスは夫のレナード・スミスからドメスティックバイオレンスを受けており、この1ヶ月前にも帰りが遅かったことで責められて暴力を受け、直ぐに子供たちを引き連れて家出をした。そして姉のホーキンス宅に同居し、離婚を申請中だった。ホーキンスの家を訪問後にボストックとターナー、ホーキンス、バーバラ・スミスは彼らのいとこの家まで車で向かうことにした。ターナーは車を運転し、ホーキンスは助手席に座り、ボストックとバーバラ・スミスは車両の後部座席に乗車した。
レナード・スミスは彼の車の中でターナーのグループの出発を確認した。レナード・スミスはボストックとバーバラ・スミスが親しげに話しているのを見て妻の浮気を疑ったという。ターナーの車両がジャクソン通りの交差点の交通信号前で停止した。22時44分、レナード・スミスは窓から身を乗り出して散弾銃をボストックとバーバラ・スミスの座っていた後部座席へ向けて発射した。ボストックはレナード・スミスがバーバラ・スミスへ向けて発射した弾道の位置に座っていて、右のこめかみに弾丸を受けた。ゲイリー市内の病院で2時間後に死亡した。バーバラは顔に銃弾の破片を受けて入院した。
レナードは逮捕されたが、裁判は精神疾患を理由に中断された。レナードは治療を受けて事件から21か月後に出所し、その後は犯罪を起こすこともなく、事件については一切語らないまま2010年に死去した。
エンゼルスの選手達は1978年の残りのシーズンは黒い腕章を身に付けてプレーした。ボストックはカリフォルニア州イングルウッドにあるイングルウッド公園墓地に埋葬されている。また、母校のカリフォルニア州立大学ノースリッジ校では彼の名を冠したスポーツ奨学金が創設され、1981年には同校の名誉の殿堂に入れられた。

## 詳細情報

### 年度別打撃成績
| 年 度    | 球 団    | 試 合 | 打 席 | 打 数 | 得 点 | 安 打 | 二 塁 打 | 三 塁 打 | 本 塁 打 | 塁 打 | 打 点 | 盗 塁 | 盗 塁 死 | 犠 打 | 犠 飛 | 四 球 | 敬 遠 | 死 球 | 三 振 | 併 殺 打 | 打 率 | 出 塁 率 | 長 打 率 | O P S |
| -------- | -------- | ----- | ----- | ----- | ----- | ----- | -------- | -------- | -------- | ----- | ----- | ----- | -------- | ----- | ----- | ----- | ----- | ----- | ----- | -------- | ----- | -------- | -------- | ----- |
| 1975     | MIN      | 98    | 400   | 369   | 52    | 104   | 21       | 5        | 0        | 135   | 29    | 2     | 3        | 1     | 2     | 28    | 2     | 0     | 42    | 7        | .282  | .331     | .366     | .697  |
| 1976     | MIN      | 128   | 517   | 474   | 75    | 153   | 21       | 9        | 4        | 204   | 60    | 12    | 6        | 3     | 6     | 33    | 5     | 1     | 37    | 15       | .323  | .364     | .430     | .794  |
| 1977     | MIN      | 153   | 660   | 593   | 104   | 199   | 36       | 12       | 14       | 301   | 90    | 16    | 7        | 2     | 8     | 51    | 5     | 6     | 59    | 16       | .336  | .389     | .508     | .897  |
| 1978     | CAL      | 147   | 637   | 568   | 74    | 168   | 24       | 4        | 5        | 215   | 71    | 15    | 12       | 4     | 4     | 59    | 8     | 2     | 36    | 26       | .296  | .362     | .379     | .740  |
| MLB：4年 | MLB：4年 | 526   | 2214  | 2004  | 305   | 624   | 102      | 30       | 23       | 855   | 250   | 45    | 28       | 10    | 20    | 171   | 20    | 9     | 174   | 64       | .311  | .365     | .427     | .791  |

- 各年度の太字はリーグ最高

### 記録
- サイクルヒット達成：1回 （1976年7月24日）